# 2007 في تونس
فيما يلي قوائم الأحداث التي وقعت خلال عام 2007 في تونس.

## أحداث
- 3 يناير – حادثة سليمان 2007

## أفلام
من الأفلام التي صدرت هذه السنة في تونس:
- 1 يناير – سيغو فانغا من إخراج عبد القادر بالهادي.

## وفيات

### فبراير
- 23 فبراير – رشاد الإمام (مواليد 1932) مؤرخ تونسي.

### مارس
- 9 مارس – الدالي الجازي (مواليد 1942)

### أبريل
- 5 أبريل – علي السريتي (مواليد 1919) موسيقي تونسي.
- 9 أبريل – حسن الخلصي (مواليد 1931) ممثل تونسي.
- 20 أبريل – المختار العتيري (مواليد 1926)

### مايو
- 8 مايو – نجيب بلخوجة (مواليد 1933) فنان تونسي.

### يوليو
- 25 يوليو – سعيدة ساسي (مواليد 1921)

### أغسطس
- 10 أغسطس – أحمد بهاء الدين عطية (مواليد 1945)